# لیگ قهرمانان آسیا ۲۰۱۴
لیگ قهرمانان آسیا ۲۰۱۴ سی و سومین دوره از مسابقات فوتبال باشگاهی سطح بالای آسیا بود که توسط کنفدراسیون فوتبال آسیا (ای‌اف‌سی) برگزار شد و دوازدهمین دوره تحت عنوان فعلی لیگ قهرمانان آسیا بود. گوانگژو اورگراند مدافع عنوان قهرمانی بود، اما در مرحله یک‌چهارم نهایی توسط وسترن سیدنی واندررز حذف شد.
در فینال، تیم وسترن سیدنی واندررز استرالیا با نتیجه ۱–۰ الهلال عربستان سعودی را در مجموع دو بازی شکست داد و به اولین تیم استرالیایی تبدیل شد که عنوان قهرمانی را کسب می‌کند و با این موفقیت به جام باشگاه‌های جهان ۲۰۱۴ راه یافت. این باشگاه استرالیایی اولین حضور خود را در این رقابت‌ها تجربه می‌کرد و در اولین سال حضور خود با قهرمانی در لیگ برتر استرالیا در فصل ۱۳–۲۰۱۲، جواز ورود به این رقابت‌ها را کسب کرده بود.

## تخصیص ورودی‌ها به ازای هر انجمن
ای‌اف‌سی رویه تصمیم‌گیری در مورد فدراسیون‌های شرکت‌کننده و تخصیص سهمیه‌ها را مشخص کرد و قرار شد بازرسی از فدراسیون‌های علاقه‌مند به شرکت در لیگ قهرمانان آسیا در سال ۲۰۱۳ انجام شود و تصمیم نهایی در ۲۶ نوامبر ۲۰۱۳ توسط ای‌اف‌سی اتخاذ شود.
کمیته مسابقات ای‌اف‌سی در ۱۲ مارس ۲۰۱۳ معیارهای مشارکت زیر را برای نسخه‌های ۲۰۱۴–۲۰۱۶ لیگ قهرمانان آسیا پیشنهاد داد:
- ۲۳ فدراسیون عضو برتر طبق رتبه‌بندی ای‌اف‌سی می‌توانند برای سهمیه مستقیم یا سهمیه پلی آف درخواست دهند.[۵] به فدراسیون‌های عضو علاقه‌مند امتیاز داده می‌شود و طبق سیستم ارزیابی ای‌اف‌سی رتبه‌بندی می‌شوند.
- در هر دو منطقه شرق و غرب، در مجموع ۱۴ سهمیه مستقیم در مرحله گروهی وجود دارد و ۲ سهمیه باقی‌مانده از طریق پلی آف پر می‌شوند.
- پنج فدراسیون عضو برتر در هر دو منطقه شرق و غرب، در صورت کسب حداقل ۶۰۰ امتیاز، سهمیه مستقیم در مرحله گروهی دریافت می‌کنند، در حالی که فدراسیون‌های عضو باقی‌مانده، در صورت برآورده کردن حداقل شرایط، سهمیه پلی آف دریافت می‌کنند. طرح تخصیص سهمیه زیر توسط ای‌اف‌سی برای مسابقات ۲۰۱۴–۲۰۱۶ تصویب شد:[۶]
  - دو فدراسیون عضو برتر در هر دو منطقه شرق و غرب، هر کدام چهار سهمیه مستقیم دریافت می‌کنند. فدراسیون‌های عضو رتبه سوم، سه سهمیه مستقیم و یک سهمیه پلی آف دریافت می‌کنند.
  - فدراسیون‌های عضو رتبه چهارم، دو سهمیه مستقیم و دو سهمیه پلی آف دریافت می‌کنند.
  - فدراسیون‌های عضو رتبه پنجم، یک سهمیه مستقیم و دو سهمیه پلی آف دریافت می‌کنند.
  - فدراسیون‌های عضو رتبه ششم تا یازدهم، هر کدام یک سهمیه پلی آف دریافت می‌کنند.
- حداکثر تعداد سهمیه برای هر فدراسیون عضو، یک سوم از کل تعداد باشگاه‌های حاضر در لیگ برتر است (به عنوان مثال، استرالیا فقط می‌تواند حداکثر سه سهمیه در مجموع داشته باشد، زیرا تنها نه باشگاه استرالیایی در ای‌لیگ وجود دارد).
- به قهرمان و نایب قهرمان ای‌اف‌سی کاپ، صرف نظر از رتبه فدراسیون عضو مربوطه، یک سهمیه پلی آف داده می‌شود، مشروط بر اینکه باشگاه حداقل معیارها را داشته باشد. اگر آنها قبلاً بر اساس عملکرد داخلی واجد شرایط شده باشند، این سهمیه به باشگاه واجد شرایط بعدی در فدراسیون عضو آن داده می‌شود، مشروط بر اینکه باشگاه حداقل معیارها را داشته باشد.

در ۲۶ نوامبر ۲۰۱۳، کمیته اجرایی ای‌اف‌سی سهمیه‌های لیگ قهرمانان آسیا ۲۰۱۴ را تصویب کرد.
| ارزیابی لیگ قهرمانان آسیا ۲۰۱۴ | ارزیابی لیگ قهرمانان آسیا ۲۰۱۴                                   |
| ------------------------------ | ---------------------------------------------------------------- |
|                                | معیارهای لازم را دارد (بیش از ۶۰۰ امتیاز)                        |
|                                | معیارها را برآورده نمی‌کند، اما جایگاه‌های اختصاص داده شده را دارد |
|                                | ارزیابی نشده، اما جایگاه‌هایی به آن اختصاص داده شده است           |

| رتبه  | انجمن عضو         | امتیاز | سهمیه       | سهمیه  | سهمیه  | سهمیه       |
| رتبه  | انجمن عضو         | امتیاز | مرحله گروهی | پلی آف | پلی آف | پلی آف      |
| رتبه  | انجمن عضو         | امتیاز | مرحله گروهی | دور ۳  | دور ۲  | دور ۱       |
| ----- | ----------------- | ------ | ----------- | ------ | ------ | ----------- |
| ۱     | ایران             | ۹۰۸.۴۷ | ۴           | ۰      | ۰      | ۰           |
| ۲     | عربستان سعودی     | ۸۶۹.۶۲ | ۴           | ۰      | ۰      | ۰           |
| ۳     | امارات متحده عربی | ۸۴۸.۹۴ | ۳           | ۰      | ۱      | ۰           |
| ۴     | قطر               | ۸۴۸.۵۶ | ۲           | ۰      | ۲      | ۰           |
| ۵     | ازبکستان          | ۶۹۳.۳۸ | ۱           | ۰      | ۲      | ۰           |
| ۶     | هند               | ۵۲۶.۵۵ | ۰           | ۰      | ۰      | [الف]۱[الف] |
| ۷     | اردن              | ۵۰۰.۸۹ | ۰           | ۰      | ۰      | ۱           |
| ۸     | عمان              | ۳۹۰.۰۲ | ۰           | ۰      | ۰      | ۱           |
| ۹     | بحرین             | ۲۵۳.۶۷ | ۰           | ۰      | ۰      | ۱           |
| ۱۰    | عراق              | —      | ۰           | ۰      | ۰      | ۱           |
| ۱۰    | کویت              | —      | ۰           | ۰      | ۰      | [ب]۱+۱[ب]   |
| مجموع | مجموع             | مجموع  | ۱۴          | ۰      | ۵      | [الف]۶[الف] |
| مجموع | مجموع             | مجموع  | ۱۴          | ۱۱     |        |             |

| رتبه  | انجمن عضو | امتیاز | سهمیه       | سهمیه  | سهمیه  | سهمیه       |
| رتبه  | انجمن عضو | امتیاز | مرحله گروهی | پلی آف | پلی آف | پلی آف      |
| رتبه  | انجمن عضو | امتیاز | مرحله گروهی | دور ۳  | دور ۲  | دور ۱       |
| ----- | --------- | ------ | ----------- | ------ | ------ | ----------- |
| ۱     | ژاپن      | ۹۳۵.۳۰ | ۴           | ۰      | ۰      | ۰           |
| ۲     | کره جنوبی | ۸۸۷.۴۵ | ۴           | ۰      | ۰      | ۰           |
| ۳     | چین       | ۸۴۳.۵۴ | ۳           | ۱      | ۰      | ۰           |
| ۴     | استرالیا  | ۸۰۴.۰۸ | ۲           | ۱      | ۰      | ۰           |
| ۵     | تایلند    | ۶۰۱.۲۰ | ۱           | ۰      | ۲      | ۰           |
| ۶     | سنگاپور   | ۴۳۸.۳۴ | ۰           | ۰      | ۰      | ۱           |
| ۷     | هنگ کنگ   | ۴۰۸.۰۲ | ۰           | ۰      | ۰      | ۱           |
| ۸     | ویتنام    | ۳۰۱.۳۱ | ۰           | ۰      | ۰      | ۱           |
| مجموع | مجموع     | مجموع  | ۱۴          | ۲      | ۲      | [الف]۴[الف] |
| مجموع | مجموع     | مجموع  | ۱۴          | ۸      |        |             |

نکات
1. ^ a b c شرکت‌کننده پلی آف از هند به منطقه شرق آسیا منتقل می‌شود.
2. ^ کویت بر اساس ارزیابی لیگ قهرمانان آسیا، یک سهمیه پلی آف دریافت کرد. علاوه بر این، الکویت و القادسیه به ترتیب قهرمان و نایب قهرمان ای‌اف‌سی کاپ ۲۰۱۳ بودند و سهمیه پلی آف به آنها داده شد. با این حال، از آنجایی که آنها تنها دو باشگاه کویتی بودند که الزامات صدور مجوز باشگاه را گذراندند، کویت فقط دو تیم داشت که وارد پلی آف مقدماتی شدند.[۸][۹]

## تیم‌ها
تیم‌های زیر وارد مسابقات شدند.
در جدول زیر، تعداد حضورها و آخرین حضورها فقط موارد از فصل ۰۳–۲۰۰۲ (شامل دورهای مقدماتی) را در نظر گرفته است، زمانی که این رقابت‌ها به لیگ قهرمانان آسیا تغییر نام داد.
| تیم                                             | نحوه صلاحیت                                                                 | حضور                                            | آخرین                                           |
| شرکت‌کنندگان مستقیم مرحله گروهی (گروه‌های A تا D) | شرکت‌کنندگان مستقیم مرحله گروهی (گروه‌های A تا D)                             | شرکت‌کنندگان مستقیم مرحله گروهی (گروه‌های A تا D) | شرکت‌کنندگان مستقیم مرحله گروهی (گروه‌های A تا D) |
| ----------------------------------------------- | --------------------------------------------------------------------------- | ----------------------------------------------- | ----------------------------------------------- |
| استقلال                                         | قهرمان لیگ برتر فوتبال ایران ۹۲–۱۳۹۱                                        | هفتمین                                          | ۲۰۱۳                                            |
| سپاهان                                          | قهرمان جام حذفی فوتبال ایران ۹۲–۱۳۹۱ رتبه سوم لیگ برتر فوتبال ایران ۹۲–۱۳۹۱ | دهمین                                           | ۲۰۱۳                                            |
| تراکتور سازی                                    | نایب قهرمان لیگ برتر فوتبال ایران ۹۲–۱۳۹۱                                   | دومین                                           | ۲۰۱۳                                            |
| فولاد                                           | رتبه چهارم لیگ برتر فوتبال ایران ۹۲–۱۳۹۱                                    | دومین                                           | ۲۰۰۶                                            |
| الفتح                                           | قهرمان لیگ حرفه‌ای عربستان ۱۳–۲۰۱۲                                           | اولین                                           | نداشته                                          |
| الاتحاد                                         | قهرمان جام پادشاهی عربستان ۲۰۱۳                                             | نهمین                                           | ۲۰۱۲                                            |
| الهلال                                          | نایب قهرمان لیگ حرفه‌ای عربستان ۱۳–۲۰۱۲                                      | دهمین                                           | ۲۰۱۳                                            |
| الشباب                                          | رتبه سوم لیگ حرفه‌ای عربستان ۱۳–۲۰۱۲                                         | هشتمین                                          | ۲۰۱۳                                            |
| العین                                           | قهرمان لیگ برتر امارات ۱۳–۲۰۱۲                                              | نهمین                                           | ۲۰۱۳                                            |
| الاهلی                                          | قهرمان جام رئیس دولت امارات ۱۳–۲۰۱۲ نایب قهرمان لیگ برتر امارات ۱۳–۲۰۱۲     | پنجمین                                          | ۲۰۱۰                                            |
| الجزیره                                         | رتبه سوم لیگ برتر امارات ۱۳–۲۰۱۲                                            | ششمین                                           | ۲۰۱۳                                            |
| السد                                            | قهرمان لیگ ستارگان قطر ۱۳–۲۰۱۲                                              | نهمین                                           | ۲۰۱۱                                            |
| الریان                                          | قهرمان جام امیر قطر ۲۰۱۳                                                    | ششمین                                           | ۲۰۱۳                                            |
| بنیادکار                                        | قهرمان لیگ ازبکستان ۲۰۱۳ و قهرمان جام حذفی ازبکستان ۲۰۱۳                    | هفتمین                                          | ۲۰۱۳                                            |
| شرکت‌کنندگان پلی آف مقدماتی                      |                                                                             |                                                 |                                                 |
| ورود به دور ۲                                   |                                                                             |                                                 |                                                 |
| بنی یاس                                         | رتبه چهارم لیگ برتر امارات ۱۳–۲۰۱۲                                          | دومین                                           | ۲۰۱۲                                            |
| لخویا                                           | نایب قهرمان لیگ ستارگان قطر ۱۳–۲۰۱۲                                         | سومین                                           | ۲۰۱۳                                            |
| الجیش                                           | رتبه سوم لیگ ستارگان قطر ۱۳–۲۰۱۲                                            | دومین                                           | ۲۰۱۳                                            |
| لوکوموتیو تاشکند                                | نایب قهرمان لیگ ازبکستان ۲۰۱۳                                               | دومین                                           | ۲۰۱۳                                            |
| نسف قرشی                                        | رتبه سوم لیگ ازبکستان ۲۰۱۳                                                  | دومین                                           | ۲۰۱۲                                            |
| ورود به دور ۱                                   |                                                                             |                                                 |                                                 |
| شباب الاردن                                     | قهرمان لیگ اردن ۱۳–۲۰۱۲                                                     | اولین                                           | نداشته                                          |
| السویق                                          | قهرمان لیگ نخبگان عمان ۱۳–۲۰۱۲                                              | اولین                                           | نداشته                                          |
| الحد                                            | رتبه سوم لیگ دسته اول بحرین ۱۳–۲۰۱۲[نکته بحرین]                             | اولین                                           | نداشته                                          |
| الشرطه                                          | قهرمان لیگ نخبگان عراق ۱۳–۲۰۱۲                                              | سومین                                           | ۲۰۰۵                                            |
| الکویت                                          | قهرمان ای‌اف‌سی کاپ ۲۰۱۳ و قهرمان لیگ برتر کویت ۱۳–۲۰۱۲                       | پنجمین                                          | ۲۰۰۸                                            |
| القادسیه                                        | نایب قهرمان ای‌اف‌سی کاپ ۲۰۱۳ نایب قهرمان لیگ برتر کویت ۱۳–۲۰۱۲               | چهارمین                                         | ۲۰۰۸                                            |

| تیم                                             | نحوه صلاحیت                                                     | حضور                                            | آخرین                                           |
| شرکت‌کنندگان مستقیم مرحله گروهی (گروه‌های E تا H) | شرکت‌کنندگان مستقیم مرحله گروهی (گروه‌های E تا H)                 | شرکت‌کنندگان مستقیم مرحله گروهی (گروه‌های E تا H) | شرکت‌کنندگان مستقیم مرحله گروهی (گروه‌های E تا H) |
| ----------------------------------------------- | --------------------------------------------------------------- | ----------------------------------------------- | ----------------------------------------------- |
| سانفریس هیروشیما                                | قهرمان دسته اول جی‌لیگ ۲۰۱۳                                      | سومین                                           | ۲۰۱۳                                            |
| یوکوهاما اف مارینوس                             | قهرمان جام امپراتور ۲۰۱۳ نایب قهرمان دسته اول جی‌لیگ ۲۰۱۳        | سومین                                           | ۲۰۰۵                                            |
| کاوازاکی فرونتال                                | رتبه سوم دسته اول جی‌لیگ ۲۰۱۳                                    | چهارمین                                         | ۲۰۱۰                                            |
| سرزو اوساکا                                     | رتبه چهارم دسته اول جی‌لیگ ۲۰۱۳                                  | دومین                                           | ۲۰۱۱                                            |
| پوهانگ استیلرز                                  | قهرمان کی‌لیگ ۲۰۱۳ و قهرمان جام حذفی کره ۲۰۱۳                    | ششمین                                           | ۲۰۱۳                                            |
| اولسان هیوندای                                  | نایب قهرمان کی‌لیگ ۲۰۱۳                                          | چهارمین                                         | ۲۰۱۲                                            |
| چونبوک هیوندای موتورز                           | رتبه سوم کی‌لیگ ۲۰۱۳                                             | هشتمین                                          | ۲۰۱۳                                            |
| سئول                                            | رتبه چهارم کی‌لیگ ۲۰۱۳                                           | چهارمین                                         | ۲۰۱۳                                            |
| گوانگژو اورگراندم‌ق                              | قهرمان سوپر لیگ چین ۲۰۱۳                                        | سومین                                           | ۲۰۱۳                                            |
| گوئیژو رن                                       | قهرمان جام حذفی چین ۲۰۱۳                                        | دومین                                           | ۲۰۱۳                                            |
| شاندونگ لوننگ تایشان                            | نایب قهرمان سوپر لیگ چین ۲۰۱۳                                   | ششمین                                           | ۲۰۱۱                                            |
| وسترن سیدنی واندررز                             | تیم اول ای‌لیگ ۱۳–۲۰۱۲                                           | اولین                                           | نداشته                                          |
| سنترال کوست مارینرز                             | قهرمان فینال بزرگ ای‌لیگ ۲۰۱۳ نایب قهرمان فصل عادی ای‌لیگ ۱۳–۲۰۱۲ | چهارمین                                         | ۲۰۱۳                                            |
| بوریرام یونایتد                                 | قهرمان لیگ برتر تایلند ۲۰۱۳ و قهرمان جام حذفی تایلند ۲۰۱۳       | چهارمین                                         | ۲۰۱۳                                            |
| شرکت‌کنندگان پلی آف مقدماتی                      |                                                                 |                                                 |                                                 |
| ورود به دور ۳                                   |                                                                 |                                                 |                                                 |
| بیجینگ گوان                                     | رتبه سوم سوپر لیگ چین ۲۰۱۳                                      | ششمین                                           | ۲۰۱۳                                            |
| ملبورن ویکتوری                                  | رتبه سوم فصل عادی ای‌لیگ ۱۳–۲۰۱۲                                 | چهارمین                                         | ۲۰۱۱                                            |
| ورود به دور ۲                                   |                                                                 |                                                 |                                                 |
| موانگتونگ یونایتد                               | نایب قهرمان لیگ برتر تایلند ۲۰۱۳                                | چهارمین                                         | ۲۰۱۳                                            |
| چونبوری                                         | رتبه سوم لیگ برتر تایلند ۲۰۱۳                                   | سومین                                           | ۲۰۱۲                                            |
| ورود به دور ۱                                   |                                                                 |                                                 |                                                 |
| پونه                                            | نایب قهرمان آی‌لیگ ۱۳–۲۰۱۲[نکته هند]                             | اولین                                           | نداشته                                          |
| تامپینس روفرز                                   | قهرمان اس‌لیگ ۲۰۱۳                                               | اولین                                           | نداشته                                          |
| چین جنوبی                                       | قهرمان لیگ دسته اول هنگ کنگ ۱۳–۲۰۱۲                             | دومین                                           | ۰۳–۲۰۰۲                                         |
| هانوی تی‌اندتی                                   | قهرمان وی‌لیگ ۱ ۲۰۱۳                                             | اولین                                           | نداشته                                          |

نکات
1. ^ بحرین: الحد به عنوان نماینده بحرین در لیگ قهرمانان آسیا انتخاب شد زیرا آنها شرایط لازم برای صدور مجوز باشگاه را پشت سر گذاشتند.[۱۰]
2. ^ هند: پونه به عنوان نماینده هند در لیگ قهرمانان آسیا انتخاب شد زیرا آنها شرایط لازم برای صدور مجوز باشگاه را پشت سر گذاشتند.[۱۱]

## برنامه
برنامه مسابقات به شرح زیر بود (تمام قرعه‌کشی‌ها در دفتر مرکزی ای‌اف‌سی در کوالا لامپور، مالزی برگزار شد).
| مرحله          | دور           | تاریخ قرعه‌کشی  | بازی رفت           | بازی برگشت                |
| -------------- | ------------- | -------------- | ------------------ | ------------------------- |
| پلی آف مقدماتی | دور ۱         | نیاز نبود      | ۲ فوریه ۲۰۱۴       | ۲ فوریه ۲۰۱۴              |
| پلی آف مقدماتی | دور ۲         | نیاز نبود      | ۸ فوریه ۲۰۱۴       | ۸ فوریه ۲۰۱۴              |
| پلی آف مقدماتی | دور ۳         | نیاز نبود      | ۱۵ فوریه ۲۰۱۴      | ۱۵ فوریه ۲۰۱۴             |
| مرحله گروهی    | هفته ۱        | ۱۰ دسامبر ۲۰۱۳ | ۲۵–۲۶ فوریه ۲۰۱۴   | ۲۵–۲۶ فوریه ۲۰۱۴          |
| مرحله گروهی    | هفته ۲        | ۱۰ دسامبر ۲۰۱۳ | ۱۱–۱۲ مارس ۲۰۱۴    | ۱۱–۱۲ مارس ۲۰۱۴           |
| مرحله گروهی    | هفته ۳        | ۱۰ دسامبر ۲۰۱۳ | ۱۸–۱۹ مارس ۲۰۱۴    | ۱۸–۱۹ مارس ۲۰۱۴           |
| مرحله گروهی    | هفته ۴        | ۱۰ دسامبر ۲۰۱۳ | ۱–۲ آوریل ۲۰۱۴     | ۱–۲ آوریل ۲۰۱۴            |
| مرحله گروهی    | هفته ۵        | ۱۰ دسامبر ۲۰۱۳ | ۱۵–۱۶ آوریل ۲۰۱۴   | ۱۵–۱۶ آوریل ۲۰۱۴          |
| مرحله گروهی    | هفته ۶        | ۱۰ دسامبر ۲۰۱۳ | ۲۲–۲۳ آوریل ۲۰۱۴   | ۲۲–۲۳ آوریل ۲۰۱۴          |
| مرحله حذفی     | یک‌هشتم نهایی  | ۱۰ دسامبر ۲۰۱۳ | ۶–۷ مه ۲۰۱۴        | ۱۳–۱۴ مه ۲۰۱۴             |
| مرحله حذفی     | یک‌چهارم نهایی | ۲۸ مه ۲۰۱۴     | ۱۹–۲۰ اوت ۲۰۱۴     | ۲۶–۲۷ اوت ۲۰۱۴            |
| مرحله حذفی     | نیمه نهایی    | ۲۸ مه ۲۰۱۴     | ۱۶–۱۷ سپتامبر ۲۰۱۴ | ۳۰ سپتامبر – ۱ اکتبر ۲۰۱۴ |
| مرحله حذفی     | فینال         | ۲۸ مه ۲۰۱۴     | ۲۵ اکتبر ۲۰۱۴      | ۱ نوامبر ۲۰۱۴             |

در ۲۵ نوامبر ۲۰۱۳، کمیته مسابقات ای‌اف‌سی پیشنهاد داد که فینال به صورت دو بازی رفت و برگشت (به جای به تک‌بازی که در ابتدا پیشنهاد شده بود) برگزار شود، و مسابقات به صورت منطقه‌ای تقسیم شود تا فینال شرق در مقابل غرب برای سه سال آینده تضمین شود.

## پلی آف مقدماتی
نمودار مسابقات پلی آف مقدماتی توسط ای‌اف‌سی بر اساس رتبه‌بندی هر تیم تعیین شد و تیم‌های اتحادیه‌های با رتبه بالاتر در دورهای بعدی وارد شدند. تیم‌های یک اتحادیه ممکن است در پلی آف مقدماتی با یکدیگر بازی نکنند. هر مسابقه به صورت تک بازی برگزار شد و تیم اتحادیه با رتبه بالاتر میزبان مسابقه بود. در صورت لزوم، از وقت اضافه و ضربات پنالتی برای تعیین برنده استفاده شد. برندگان هر مسابقه در دور سوم به مرحله گروهی راه یافتند تا به ۲۸ تیم واجد شرایط اتوماتیک بپیوندند. همه بازندگان هر دور از اتحادیه‌هایی که فقط سهمیه پلی آف داشتند، وارد مرحله گروهی ای‌اف‌سی کاپ ۲۰۱۴ شدند.

### دور ۱
| تیم ۱          | نتیجه          | تیم ۲          |
| منطقه غرب آسیا | منطقه غرب آسیا | منطقه غرب آسیا |
| -------------- | -------------- | -------------- |
| السویق         | ۰–۱            | القادسیه       |
| شباب الاردن    | ۱–۳ (و.ا.)     | الحد           |
| الکویت         | ۱–۰            | الشرطه         |
| منطقه شرق آسیا |                |                |
| تامپینس روفرز  | ۱–۲ (و.ا.)     | چین جنوبی      |
| پونه           | ۰–۳            | هانوی تی‌اندتی  |

### دور ۲
| تیم ۱             | نتیجه          | تیم ۲          |
| منطقه غرب آسیا    | منطقه غرب آسیا | منطقه غرب آسیا |
| ----------------- | -------------- | -------------- |
| بنی یاس           | ۰–۴            | القادسیه       |
| الجیش             | ۵–۱            | نسف قرشی       |
| لخویا             | ۲–۱            | الحد           |
| لوکوموتیو تاشکند  | ۱–۳            | الکویت         |
| منطقه شرق آسیا    |                |                |
| چونبوری           | ۳–۰            | چین جنوبی      |
| موانگتونگ یونایتد | ۲–۰            | هانوی تی‌اندتی  |

### دور ۳
| تیم ۱          | نتیجه          | تیم ۲             |
| منطقه غرب آسیا | منطقه غرب آسیا | منطقه غرب آسیا    |
| -------------- | -------------- | ----------------- |
| الجیش          | ۳–۰            | القادسیه          |
| لخویا          | ۴–۱            | الکویت            |
| منطقه شرق آسیا |                |                   |
| بیجینگ گوان    | ۴–۰            | چونبوری           |
| ملبورن ویکتوری | ۲–۱            | موانگتونگ یونایتد |

## مرحله گروهی
قرعه‌کشی مرحله گروهی در ۱۰ دسامبر ۲۰۱۳ برگزار شد. ۳۲ تیم در هشت گروه چهار تیمی قرار گرفتند. تیم‌های یک فدراسیون نمی‌توانستند در یک گروه قرار بگیرند. هر گروه به صورت رفت و برگشت نوبت‌گردشی برگزار شد. تیم‌های اول و دوم هر گروه به مرحله یک‌هشتم نهایی راه یافتند.
معیارهای تساوی‌شکن
تیم‌ها بر اساس امتیاز رتبه‌بندی می‌شوند (۳ امتیاز برای برد، ۱ امتیاز برای تساوی، ۰ امتیاز برای باخت). در صورت تساوی امتیازها، معیارهای تساوی‌شکن به ترتیب زیر اعمال می‌شود:
1. تعداد امتیازات بیشتر کسب شده در مسابقات گروهی بین تیم‌های مربوطه
2. تفاضل گل حاصل از مسابقات گروهی بین تیم‌های مربوطه
3. تعداد گل‌های زده شده بیشتر در مسابقات گروهی بین تیم‌های مربوطه (گل‌های زده شده در خانه حریف لحاظ نمی‌شوند)
4. تفاضل گل در تمام مسابقات گروهی
5. تعداد گل‌های زده شده بیشتر در تمام مسابقات گروهی
6. ضربات پنالتی در صورتی که فقط دو تیم درگیر باشند و هر دو در زمین بازی باشند
7. امتیاز کمتر بر اساس تعداد کارت‌های زرد و قرمز دریافت شده در مسابقات گروهی محاسبه می‌شود (۱ امتیاز برای هر کارت زرد، ۳ امتیاز برای هر کارت قرمز در نتیجه دو کارت زرد، ۳ امتیاز برای هر کارت قرمز مستقیم، ۴ امتیاز برای هر کارت زرد و به دنبال آن یک کارت قرمز مستقیم)
8. قرعه‌کشی

### گروه A
| رتبه | تیم     | بازی | برد | تساوی | باخت | گل‌زده | گل‌خورده | تفاضل‌گل | امتیاز | صلاحیت             |
| ---- | ------- | ---- | --- | ----- | ---- | ----- | ------- | ------- | ------ | ------------------ |
| ۱    | الشباب  | ۶    | ۵   | ۰     | ۱    | ۱۲    | ۸       | ۴+      | ۱۵     | صعود به مرحله حذفی |
| ۲    | الجزیره | ۶    | ۳   | ۱     | ۲    | ۱۲    | ۱۰      | ۲+      | ۱۰     | صعود به مرحله حذفی |
| ۳    | استقلال | ۶    | ۲   | ۱     | ۳    | ۷     | ۷       | ۰       | ۷      |                    |
| ۴    | الریان  | ۶    | ۱   | ۰     | ۵    | ۹     | ۱۵      | ۶-      | ۳      |                    |

### گروه B
| رتبه | تیم      | بازی | برد | تساوی | باخت | گل‌زده | گل‌خورده | تفاضل‌گل | امتیاز | صلاحیت             |
| ---- | -------- | ---- | --- | ----- | ---- | ----- | ------- | ------- | ------ | ------------------ |
| ۱    | فولاد    | ۶    | ۴   | ۲     | ۰    | ۱۱    | ۳       | ۸+      | ۱۴     | صعود به مرحله حذفی |
| ۲    | بنیادکار | ۶    | ۲   | ۲     | ۲    | ۷     | ۷       | ۰       | ۸      | صعود به مرحله حذفی |
| ۳    | الجیش    | ۶    | ۲   | ۲     | ۲    | ۶     | ۶       | ۰       | ۸      |                    |
| ۴    | الفتح    | ۶    | ۰   | ۲     | ۴    | ۳     | ۱۱      | ۸-      | ۲      |                    |

- بنیادکار و الجیش از نظر رکورد بازی‌های رو در رو و تفاضل گل کلی برابر هستند و از نظر گل‌های زده رتبه‌بندی شدند.

### گروه C
| رتبه | تیم          | بازی | برد | تساوی | باخت | گل‌زده | گل‌خورده | تفاضل‌گل | امتیاز | صلاحیت             |
| ---- | ------------ | ---- | --- | ----- | ---- | ----- | ------- | ------- | ------ | ------------------ |
| ۱    | العین        | ۶    | ۳   | ۲     | ۱    | ۱۴    | ۷       | ۷+      | ۱۱     | صعود به مرحله حذفی |
| ۲    | الاتحاد      | ۶    | ۳   | ۱     | ۲    | ۸     | ۶       | ۲+      | ۱۰     | صعود به مرحله حذفی |
| ۳    | لخویا        | ۶    | ۲   | ۱     | ۳    | ۵     | ۱۰      | ۵-      | ۷      |                    |
| ۴    | تراکتور سازی | ۶    | ۱   | ۲     | ۳    | ۴     | ۸       | ۴-      | ۵      |                    |

### گروه D
| رتبه | تیم    | بازی | برد | تساوی | باخت | گل‌زده | گل‌خورده | تفاضل‌گل | امتیاز | صلاحیت             |
| ---- | ------ | ---- | --- | ----- | ---- | ----- | ------- | ------- | ------ | ------------------ |
| ۱    | الهلال | ۶    | ۲   | ۳     | ۱    | ۱۲    | ۷       | ۵+      | ۹      | صعود به مرحله حذفی |
| ۲    | السد   | ۶    | ۲   | ۲     | ۲    | ۸     | ۱۴      | ۶-      | ۸      | صعود به مرحله حذفی |
| ۳    | الاهلی | ۶    | ۱   | ۴     | ۱    | ۶     | ۶       | ۰       | ۷      |                    |
| ۴    | سپاهان | ۶    | ۲   | ۱     | ۳    | ۹     | ۸       | ۱+      | ۷      |                    |

- الاهلی و سپاهان بر اساس رکورد بازی‌های رو در رو رتبه‌بندی شدند.

### گروه E
| رتبه | تیم                  | بازی | برد | تساوی | باخت | گل‌زده | گل‌خورده | تفاضل‌گل | امتیاز | صلاحیت             |
| ---- | -------------------- | ---- | --- | ----- | ---- | ----- | ------- | ------- | ------ | ------------------ |
| ۱    | پوهانگ استیلرز       | ۶    | ۳   | ۳     | ۰    | ۱۱    | ۶       | ۵+      | ۱۲     | صعود به مرحله حذفی |
| ۲    | سرزو اوساکا          | ۶    | ۲   | ۲     | ۲    | ۱۰    | ۹       | ۱+      | ۸      | صعود به مرحله حذفی |
| ۳    | بوریرام یونایتد      | ۶    | ۱   | ۳     | ۲    | ۵     | ۹       | ۴-      | ۶      |                    |
| ۴    | شاندونگ لوننگ تایشان | ۶    | ۱   | ۲     | ۳    | ۸     | ۹       | ۱-      | ۵      |                    |

### گروه F
| رتبه | تیم                 | بازی | برد | تساوی | باخت | گل‌زده | گل‌خورده | تفاضل‌گل | امتیاز | صلاحیت             |
| ---- | ------------------- | ---- | --- | ----- | ---- | ----- | ------- | ------- | ------ | ------------------ |
| ۱    | سئول                | ۶    | ۳   | ۲     | ۱    | ۹     | ۶       | ۳+      | ۱۱     | صعود به مرحله حذفی |
| ۲    | سانفریس هیروشیما    | ۶    | ۲   | ۳     | ۱    | ۹     | ۸       | ۱+      | ۹      | صعود به مرحله حذفی |
| ۳    | بیجینگ گوان         | ۶    | ۱   | ۳     | ۲    | ۷     | ۸       | ۱-      | ۶      |                    |
| ۴    | سنترال کوست مارینرز | ۶    | ۲   | ۰     | ۴    | ۴     | ۷       | ۳-      | ۶      |                    |

- بیجینگ گوان و سنترال کوست مارینرز در بازی‌های رو در رو برابر هستند و بنابراین بر اساس تفاضل گل کلی رتبه‌بندی شده‌اند.

### گروه G
| رتبه | تیم                   | بازی | برد | تساوی | باخت | گل‌زده | گل‌خورده | تفاضل‌گل | امتیاز | صلاحیت             |
| ---- | --------------------- | ---- | --- | ----- | ---- | ----- | ------- | ------- | ------ | ------------------ |
| ۱    | گوانگژو اورگراند      | ۶    | ۳   | ۱     | ۲    | ۱۰    | ۸       | ۲+      | ۱۰     | صعود به مرحله حذفی |
| ۲    | چونبوک هیوندای موتورز | ۶    | ۲   | ۲     | ۲    | ۸     | ۷       | ۱+      | ۸      | صعود به مرحله حذفی |
| ۳    | ملبورن ویکتوری        | ۶    | ۲   | ۲     | ۲    | ۹     | ۹       | ۰       | ۸      |                    |
| ۴    | یوکوهاما اف مارینوس   | ۶    | ۲   | ۱     | ۳    | ۷     | ۱۰      | ۳-      | ۷      |                    |

- چونبوک هیوندای موتورز و ملبورن ویکتوری در بازی‌های رو در رو برابر هستند و بنابراین بر اساس تفاضل گل کلی رتبه‌بندی شده‌اند.

### گروه H
| رتبه | تیم                 | بازی | برد | تساوی | باخت | گل‌زده | گل‌خورده | تفاضل‌گل | امتیاز | صلاحیت             |
| ---- | ------------------- | ---- | --- | ----- | ---- | ----- | ------- | ------- | ------ | ------------------ |
| ۱    | وسترن سیدنی واندررز | ۶    | ۴   | ۰     | ۲    | ۱۱    | ۵       | ۶+      | ۱۲     | صعود به مرحله حذفی |
| ۲    | کاوازاکی فرونتال    | ۶    | ۴   | ۰     | ۲    | ۷     | ۵       | ۲+      | ۱۲     | صعود به مرحله حذفی |
| ۳    | اولسان هیوندای      | ۶    | ۲   | ۱     | ۳    | ۸     | ۱۰      | ۲-      | ۷      |                    |
| ۴    | گوئیژو رن           | ۶    | ۱   | ۱     | ۴    | ۴     | ۱۰      | ۶-      | ۴      |                    |

- وسترن سیدنی واندررز و کاوازاکی فرونتال در بازی‌های رو در رو برابر هستند و بنابراین بر اساس تفاضل گل کلی رتبه‌بندی شده‌اند.

## مرحله حذفی
در مرحله حذفی، ۱۶ تیم به صورت تک‌حذفی به رقابت پرداختند. هر بازی به صورت رفت و برگشت برگزار شد. در صورت لزوم، از قانون گل زده در خانه حریف، وقت اضافه (گل زده در خانه حریف در وقت اضافه لحاظ نمی‌شود) و ضربات پنالتی برای تعیین برنده استفاده شد.

### نمودار
|  | یک‌هشتم نهایی            | یک‌هشتم نهایی | یک‌هشتم نهایی        | یک‌هشتم نهایی |   |                         | یک‌چهارم نهایی | یک‌چهارم نهایی | یک‌چهارم نهایی | یک‌چهارم نهایی |  |  | نیمه نهایی | نیمه نهایی | نیمه نهایی | نیمه نهایی |  |  | فینال | فینال | فینال | فینال |  |
|  |                         |              |                     |              |   |                         |               |               |               |               |  |  |            |            |            |            |  |  |       |       |       |       |  |
|  | چونبوک هیوندای موتورز   | ۱            | ۰                   | ۱            |   |                         |               |               |               |               |  |  |            |            |            |            |  |  |       |       |       |       |  |
|  | چونبوک هیوندای موتورز   | ۱            | ۰                   | ۱            |   |                         |               |               |               |               |  |  |            |            |            |            |  |  |       |       |       |       |  |
|  | پوهانگ استیلرز          | ۲            | ۱                   | ۳            |   |                         |               |               |               |               |  |  |            |            |            |            |  |  |       |       |       |       |  |
|  | پوهانگ استیلرز          | ۲            | ۱                   | ۳            |   | پوهانگ استیلرز          | ۰             | ۰             | ۰ (۰)         |               |  |  |            |            |            |            |  |  |       |       |       |       |  |
|  |                         |              |                     |              |   | پوهانگ استیلرز          | ۰             | ۰             | ۰ (۰)         |               |  |  |            |            |            |            |  |  |       |       |       |       |  |
|  |                         |              | سئول (پ)            | ۰            | ۰ | ۰ (۳)                   |               |               |               |               |  |  |            |            |            |            |  |  |       |       |       |       |  |
|  | کاوازاکی فرونتال        | ۲            | سئول (پ)            | ۰            | ۰ | ۰ (۳)                   | ۲             | ۴             |               |               |  |  |            |            |            |            |  |  |       |       |       |       |  |
|  | کاوازاکی فرونتال        | ۲            |                     |              |   |                         |               |               |               |               |  |  |            |            |            |            |  |  |       |       |       |       |  |
|  | سئول (ح)                | ۳            | ۱                   | ۴            |   |                         |               |               |               |               |  |  |            |            |            |            |  |  |       |       |       |       |  |
|  | سئول (ح)                | ۳            | ۱                   | ۴            |   | سئول                    | ۰             | ۰             | ۰             |               |  |  |            |            |            |            |  |  |       |       |       |       |  |
|  |                         |              |                     |              |   |                         |               |               |               |               |  |  |            |            |            |            |  |  |       |       |       |       |  |
|  |                         |              | وسترن سیدنی واندررز | ۰            | ۲ | ۲                       |               |               |               |               |  |  |            |            |            |            |  |  |       |       |       |       |  |
|  | سانفریس هیروشیما        | ۳            | وسترن سیدنی واندررز | ۰            | ۲ | ۲                       | ۰             | ۳             |               |               |  |  |            |            |            |            |  |  |       |       |       |       |  |
|  | سانفریس هیروشیما        | ۳            |                     |              |   |                         |               |               |               |               |  |  |            |            |            |            |  |  |       |       |       |       |  |
|  | وسترن سیدنی واندررز (ح) | ۱            | ۲                   | ۳            |   |                         |               |               |               |               |  |  |            |            |            |            |  |  |       |       |       |       |  |
|  | وسترن سیدنی واندررز (ح) | ۱            | ۲                   | ۳            |   | وسترن سیدنی واندررز (ح) | ۱             | ۱             | ۲             |               |  |  |            |            |            |            |  |  |       |       |       |       |  |
|  |                         |              |                     |              |   | وسترن سیدنی واندررز (ح) | ۱             | ۱             | ۲             |               |  |  |            |            |            |            |  |  |       |       |       |       |  |
|  |                         |              | گوانگژو اورگراند    | ۰            | ۲ | ۲                       |               |               |               |               |  |  |            |            |            |            |  |  |       |       |       |       |  |
|  | سرزو اوساکا             | ۱            | گوانگژو اورگراند    | ۰            | ۲ | ۲                       | ۱             | ۲             |               |               |  |  |            |            |            |            |  |  |       |       |       |       |  |
|  | سرزو اوساکا             | ۱            |                     |              |   |                         |               |               |               |               |  |  |            |            |            |            |  |  |       |       |       |       |  |
|  | گوانگژو اورگراند        | ۵            | ۰                   | ۵            |   |                         |               |               |               |               |  |  |            |            |            |            |  |  |       |       |       |       |  |
|  | گوانگژو اورگراند        | ۵            | ۰                   | ۵            |   | وسترن سیدنی واندررز     | ۱             | ۰             | ۱             |               |  |  |            |            |            |            |  |  |       |       |       |       |  |
|  |                         |              |                     |              |   |                         |               |               |               |               |  |  |            |            |            |            |  |  |       |       |       |       |  |
|  |                         |              | الهلال              | ۰            | ۰ | ۰                       |               |               |               |               |  |  |            |            |            |            |  |  |       |       |       |       |  |
|  | بنیادکار                | ۰            | الهلال              | ۰            | ۰ | ۰                       | ۰             | ۰             |               |               |  |  |            |            |            |            |  |  |       |       |       |       |  |
|  | بنیادکار                | ۰            |                     |              |   |                         |               |               |               |               |  |  |            |            |            |            |  |  |       |       |       |       |  |
|  | الهلال                  | ۱            | ۳                   | ۴            |   |                         |               |               |               |               |  |  |            |            |            |            |  |  |       |       |       |       |  |
|  | الهلال                  | ۱            | ۳                   | ۴            |   | الهلال                  | ۱             | ۰             | ۱             |               |  |  |            |            |            |            |  |  |       |       |       |       |  |
|  |                         |              |                     |              |   | الهلال                  | ۱             | ۰             | ۱             |               |  |  |            |            |            |            |  |  |       |       |       |       |  |
|  |                         |              | السد                | ۰            | ۰ | ۰                       |               |               |               |               |  |  |            |            |            |            |  |  |       |       |       |       |  |
|  | السد (ح)                | ۰            | السد                | ۰            | ۰ | ۰                       | ۲             | ۲             |               |               |  |  |            |            |            |            |  |  |       |       |       |       |  |
|  | السد (ح)                | ۰            |                     |              |   |                         |               |               |               |               |  |  |            |            |            |            |  |  |       |       |       |       |  |
|  | فولاد                   | ۰            | ۲                   | ۲            |   |                         |               |               |               |               |  |  |            |            |            |            |  |  |       |       |       |       |  |
|  | فولاد                   | ۰            | ۲                   | ۲            |   | الهلال                  | ۳             | ۱             | ۴             |               |  |  |            |            |            |            |  |  |       |       |       |       |  |
|  |                         |              |                     |              |   |                         |               |               |               |               |  |  |            |            |            |            |  |  |       |       |       |       |  |
|  |                         |              | العین               | ۰            | ۲ | ۲                       |               |               |               |               |  |  |            |            |            |            |  |  |       |       |       |       |  |
|  | الجزیره                 | ۱            | العین               | ۰            | ۲ | ۲                       | ۱             | ۲             |               |               |  |  |            |            |            |            |  |  |       |       |       |       |  |
|  | الجزیره                 | ۱            |                     |              |   |                         |               |               |               |               |  |  |            |            |            |            |  |  |       |       |       |       |  |
|  | العین                   | ۲            | ۲                   | ۴            |   |                         |               |               |               |               |  |  |            |            |            |            |  |  |       |       |       |       |  |
|  | العین                   | ۲            | ۲                   | ۴            |   | العین                   | ۲             | ۳             | ۵             |               |  |  |            |            |            |            |  |  |       |       |       |       |  |
|  |                         |              |                     |              |   | العین                   | ۲             | ۳             | ۵             |               |  |  |            |            |            |            |  |  |       |       |       |       |  |
|  |                         |              | الاتحاد             | ۰            | ۱ | ۱                       |               |               |               |               |  |  |            |            |            |            |  |  |       |       |       |       |  |
|  | الاتحاد                 | ۱            | الاتحاد             | ۰            | ۱ | ۱                       | ۳             | ۴             |               |               |  |  |            |            |            |            |  |  |       |       |       |       |  |
|  | الاتحاد                 | ۱            |                     |              |   |                         |               |               |               |               |  |  |            |            |            |            |  |  |       |       |       |       |  |
|  | الشباب                  | ۰            | ۱                   | ۱            |   |                         |               |               |               |               |  |  |            |            |            |            |  |  |       |       |       |       |  |

### یک‌هشتم نهایی
در مرحله یک‌هشتم نهایی، برندگان یک گروه با تیم‌های دوم گروه دیگر در همان منطقه بازی کردند و برندگان گروه‌ها میزبان بازی برگشت بودند.
| تیم ۱    | نتیجه نهایی | تیم ۲  | بازی رفت | بازی برگشت |
| -------- | ----------- | ------ | -------- | ---------- |
| الاتحاد  | ۴–۱         | الشباب | ۱–۰      | ۳–۱        |
| الجزیره  | ۲–۴         | العین  | ۱–۲      | ۱–۲        |
| السد     | ۲–۲ (ح)     | فولاد  | ۰–۰      | ۲–۲        |
| بنیادکار | ۰–۴         | الهلال | ۰–۱      | ۰–۳        |

| تیم ۱                 | نتیجه نهایی | تیم ۲               | بازی رفت | بازی برگشت |
| --------------------- | ----------- | ------------------- | -------- | ---------- |
| چونبوک هیوندای موتورز | ۱–۳         | پوهانگ استیلرز      | ۱–۲      | ۰–۱        |
| سرزو اوساکا           | ۲–۵         | گوانگژو اورگراند    | ۱–۵      | ۱–۰        |
| کاوازاکی فرونتال      | ۴–۴ (ح)     | سئول                | ۲–۳      | ۲–۱        |
| سانفریس هیروشیما      | ۳–۳ (ح)     | وسترن سیدنی واندررز | ۳–۱      | ۰–۲        |

### یک‌چهارم نهایی
قرعه‌کشی مرحله یک‌چهارم نهایی در ۲۸ مه ۲۰۱۴ برگزار شد. قانون «حمایت از کشور» اعمال نشد، بنابراین تیم‌های یک فدراسیون می‌توانستند بهم برخورد کنند.
| تیم ۱  | نتیجه نهایی | تیم ۲   | بازی رفت | بازی برگشت |
| ------ | ----------- | ------- | -------- | ---------- |
| الهلال | ۱–۰         | السد    | ۱–۰      | ۰–۰        |
| العین  | ۵–۱         | الاتحاد | ۲–۰      | ۳–۱        |

| تیم ۱               | نتیجه نهایی       | تیم ۲            | بازی رفت | بازی برگشت |
| ------------------- | ----------------- | ---------------- | -------- | ---------- |
| پوهانگ استیلرز      | ۰–۰ (و.ا.) (۰–۳پ) | سئول             | ۰–۰      | ۰–۰ (و.ا.) |
| وسترن سیدنی واندررز | ۲–۲ (ح)           | گوانگژو اورگراند | ۱–۰      | ۱–۲        |

### نیمه نهایی
| تیم ۱  | نتیجه نهایی | تیم ۲ | بازی رفت | بازی برگشت |
| ------ | ----------- | ----- | -------- | ---------- |
| الهلال | ۴–۲         | العین | ۳–۰      | ۱–۲        |

| تیم ۱ | نتیجه نهایی | تیم ۲               | بازی رفت | بازی برگشت |
| ----- | ----------- | ------------------- | -------- | ---------- |
| سئول  | ۰–۲         | وسترن سیدنی واندررز | ۰–۰      | ۰–۲        |

### فینال
قرعه‌کشی برای تعیین ترتیب دو بازی رفت و برگشت فینال پس از قرعه‌کشی مرحله یک‌چهارم نهایی برگزار شد.
| وسترن سیدنی واندررز | ۱–۰    | الهلال |
| ------------------- | ------ | ------ |
| جوریچ ۶۴'           | Report |        |

| الهلال | ۰–۰    | وسترن سیدنی واندررز |
| ------ | ------ | ------------------- |
|        | Report |                     |

وسترن سیدنی واندررز در مجموع ۱–۰ برنده شد.

## قهرمان
| قهرمان لیگ قهرمانان آسیا ۲۰۱۴ |
| ----------------------------- |
| وسترن سیدنی واندررز           |
| اولین قهرمانی                 |

## جوایز
| جایزه                 | بازیکن      | تیم                 |
| --------------------- | ----------- | ------------------- |
| بهترین بازیکن         | آنته کوویچ  | وسترن سیدنی واندررز |
| گلزن برتر             | آساموا جیان | العین               |
| جایزه بازی جوانمردانه | —           | الهلال              |

| تیم منتخب | تیم منتخب            | تیم منتخب           |
| پست       | بازیکن               | تیم                 |
| --------- | -------------------- | ------------------- |
| GK        | آنته کوویچ           | وسترن سیدنی واندررز |
| DF        | شانون کول            | وسترن سیدنی واندررز |
| DF        | نیکولای توپور-استنلی | وسترن سیدنی واندررز |
| DF        | کواک تائه-هوی        | الهلال              |
| DF        | عبدالله الزوری       | الهلال              |
| MF        | نذیر بلحاج           | السد                |
| MF        | عمر عبدالرحمن        | العین               |
| MF        | تیاگو نوز            | الهلال              |
| MF        | الکسون               | گوانگژو اورگراند    |
| FW        | آساموا جیان          | العین               |
| FW        | ناصر الشمرانی        | الهلال              |
| تیم ذخیره |                      |                     |
| GK        | عبدالله السدیری      | الهلال              |
| DF        | کیم جو-یونگ          | سئول                |
| DF        | چا دو ری             | سئول                |
| MF        | لی میونگ-جو          | العین               |
| MF        | یون ایل-لوک          | سئول                |
| FW        | تامی جوریچ           | وسترن سیدنی واندررز |

## گلزنان برتر
| رتبه | بازیکن           | تیم                  | ه۱ | ه۲ | ه۳ | ه۴ | ه۵ | ه۶ | ه‌ن۱ | ه‌ن۲ | چ‌ن۱ | چ‌ن۲ | ن‌ن۱ | ن‌ن۲ | ف۱ | ف۲ | مجموع |
| ---- | ---------------- | -------------------- | -- | -- | -- | -- | -- | -- | --- | --- | --- | --- | --- | --- | -- | -- | ----- |
| ۱    | آساموا جیان      | العین                | ۱  | ۱  | ۲  | ۱  | ۲  |    | ۱   | ۲   | ۱   | ۱   |     |     |    |    | ۱۲    |
| ۲    | ناصر الشمرانی    | الهلال               | ۲  |    |    | ۳  |    | ۱  |     | ۱   |     |     | ۲   | ۱   |    |    | ۱۰    |
| ۳    | الکسون           | گوانگژو اورگراند     | ۱  |    |    |    |    | ۲  | ۲   |     |     | ۱   |     |     |    |    | ۶     |
| ۳    | مختار فلاته      | الاتحاد              |    | ۲  |    | ۱  | ۱  |    | ۱   | ۱   |     |     |     |     |    |    | ۶     |
| ۳    | لوسیانو          | فولاد                |    |    |    |    | ۱  | ۳  |     | ۲   |     |     |     |     |    |    | ۶     |
| ۶    | کیم سئونگ-دائه   | پوهانگ استیلرز       |    | ۱  | ۱  | ۱  | ۱  |    |     | ۱   |     |     |     |     |    |    | ۵     |
| ۶    | واگنر لاو        | شاندونگ لوننگ تایشان |    | ۲  | ۲  |    |    | ۱  |     |     |     |     |     |     |    |    | ۵     |
| ۸    | عبدالعزیز براده  | الجزیره              | ۱  |    | ۲  |    | ۱  |    |     |     |     |     |     |     |    |    | ۴     |
| ۸    | نذیر بلحاج       | السد                 | ۱  | ۱  | ۱  |    |    |    |     | ۱   |     |     |     |     |    |    | ۴     |
| ۸    | تامی جوریچ       | وسترن سیدنی واندررز  |    |    |    |    |    |    | ۱   |     | ۱   | ۱   |     |     | ۱  |    | ۴     |
| ۸    | یویچیرو کاکیتانی | سرزو اوساکا          | ۱  | ۱  | ۱  |    |    | ۱  |     |     |     |     |     |     |    |    | ۴     |
| ۸    | تیاگو نوز        | الهلال               |    | ۱  | ۲  |    |    |    |     |     |     |     | ۱   |     |    |    | ۴     |
| ۸    | نیلمار           | الجیش                |    | ۲  |    | ۱  | ۱  |    |     |     |     |     |     |     |    |    | ۴     |
| ۸    | مهدی شریفی       | سپاهان               | ۱  | ۱  |    |    | ۲  |    |     |     |     |     |     |     |    |    | ۴     |
| ۸    | کالو اوچه        | الریان               | ۱  | ۱  | ۲  |    |    |    |     |     |     |     |     |     |    |    | ۴     |

منبع:

## آمار تماشاگران
| #  | تیم                   | میانگین تماشاگر |
| -- | --------------------- | --------------- |
| ۱  | الهلال                | ۴۸.۸۹۸          |
| ۲  | گوانگژو اورگراند      | ۳۹.۵۳۳          |
| ۳  | فولاد                 | ۳۷.۱۹۳          |
| ۴  | بیجینگ گوان           | ۳۴.۲۵۰          |
| ۵  | شاندونگ لوننگ تایشان  | ۲۸.۵۲۰          |
| ۶  | تراکتور سازی          | ۲۵.۵۰۰          |
| ۷  | گوئیژو رن             | ۲۰.۸۲۲          |
| ۸  | الاتحاد               | ۱۵.۶۷۳          |
| ۹  | چونبوک هیوندای موتورز | ۱۴.۸۸۰          |
| ۱۰ | سرزو اوساکا           | ۱۴.۰۴۱          |
| ۱۱ | بوریرام یونایتد       | ۱۲.۹۶۸          |
| ۱۲ | العین                 | ۱۲.۱۷۶          |
| ۱۳ | الجزیره               | ۱۲.۱۷۰          |
| ۱۴ | سئول                  | ۱۰.۷۱۰          |
| ۱۵ | کاوازاکی فرونتال      | ۹.۹۹۳           |
| ۱۶ | یوکوهاما اف مارینوس   | ۸.۹۱۲           |
| ۱۷ | ملبورن ویکتوری        | ۸.۵۳۵           |
| ۱۸ | الشباب                | ۷.۹۲۷           |
| ۱۹ | پوهانگ استیلرز        | ۷.۸۴۳           |
| ۲۰ | سانفریس هیروشیما      | ۷.۶۲۶           |
| ۲۱ | شباب الاهلی           | ۷.۵۵۰           |
| ۲۲ | السد                  | ۷.۳۹۲           |
| ۲۳ | الفتح                 | ۶.۱۶۷           |
| ۲۴ | سپاهان                | ۵.۴۶۷           |
| ۲۵ | الجیش                 | ۵.۲۰۸           |
| ۲۶ | بنیادکار              | ۳.۲۶۵           |
| ۲۷ | لخویا                 | ۳.۲۳۶           |
| ۲۸ | سنترال کوست مارینرز   | ۳.۲۰۱           |
| ۲۹ | اولسان هیوندای        | ۲.۷۲۸           |
| ۳۰ | الریان                | ۱.۳۵۸           |